# Richard Muller

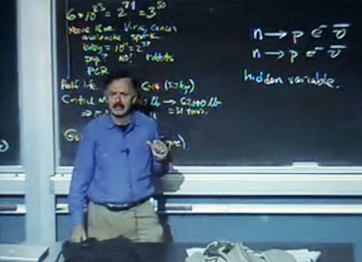
Richard Muller durante una lezione

Richard A. Muller (San Francisco, 6 gennaio 1944) è un fisico statunitense.

## Biografia
Insegna alla Università della California - Berkeley e presso il Lawrence Berkeley National Laboratory.
Con la pubblicazione di Nemesis, Muller ha aperto una controversia nel mondo accademico, sostenendo che il Sole abbia una stella gemella, una nana bruna, che vi orbita intorno con un periodo di ritorno di circa 26 milioni di anni. Questo spiegherebbe, secondo Muller, la ciclicità con cui si sarebbero verificati enormi cataclismi ed estinzioni di massa sulla Terra circa ogni 26 milioni di anni (una delle quali estinzioni avrebbe anche portato alla scomparsa dei dinosauri).
Attualmente Muller insegna "Fisica per futuri Presidenti" all'università di Berkeley. In questo corso, egli si rivolge soprattutto a studenti provenienti da lauree non scientifiche ma che vogliono capire come funziona il mondo che li circonda. Egli spera di fare apprezzare la fisica, materia spesso considerata "ostica", a studenti con background non necessariamente scientifico (futuri presidenti degli USA, appunto) e che vi si avvicinano per la prima volta.
Contemporaneamente all'insegnamento universitario ed alla ricerca accademica, egli svolge anche attività di consulenza per il Dipartimento della Difesa degli Stati Uniti.
Muller detiene vari brevetti americani per invenzioni scientifiche frutto delle sue ricerche. Egli ha ricevuto molti riconoscimenti importanti, tra i quali quello prestigioso della MacArthur Foundation e quello denominato Alan T. Waterman Award della National Science Foundation. Quest'ultimo premio gli è stato conferito in seguito alle sue ricerche, originali ed innovative, che hanno portato ad importanti scoperte ed invenzioni in diverse aree della fisica, compresa l'astrofisica, la datazione con radioisotopi e l'ottica.
Recentemente Muller ha anche ricevuto dall'università di Berkeley un premio per la qualità del suo insegnamento (Distinguished Teaching Award).
Dopo aver mantenuto per anni posizioni di negazionismo climatico, dal 2011 si è allineato al consenso scientifico prevalente in materia.
Muller ha all'attivo centinaia di pubblicazioni tra riviste scientifiche (per esempio Science), libri, oltre ad articoli scientifici scritti per giornali universitari, quali ad esempio quelli di Berkeley e dell'M.I.T.. Inoltre, lavora per il Governo statunitense come ricercatore e scienziato. In particolare, egli è dedito a progetti segreti, di cui non si sa molto, tranne che riguardano la Sicurezza Nazionale Americana. A tal proposito, in una lezione universitaria a Berkeley nel 2005, egli ha pubblicamente ammesso di aver lavorato ad un progetto per rendere l'ambasciata americana a Mosca più sicura, cioè meno penetrabile da sistemi di spionaggio. Egli ha anche ammesso di lavorare al "JASON Defense Advisory Group", come consulente del Governo su sistemi di guerra e di difesa militare.

## Libri pubblicati
- (EN) Nemesis: The Death Star, Londra, Weidenfeld & Nicolson, 1988, ISBN 0-7493-0465-0.
- (EN) Richard Muller e Phil Dauber, The Three Big Bangs: Comet Crashes, Exploding Stars, and the Creation of the Universe, Boston, Addison-Wesley, 1996, ISBN 0-201-15495-1.
- (EN) Richard Muller e Gordon MacDonald, Ice Ages and Astronomical Causes: Data, Spectral Analysis and Mechanisms, Berlino, Springer, 2002, ISBN 3-540-43779-7.
- (EN) The Sins of Jesus, Berkeley, Auravision Publishing, 1999, ISBN 0-9672765-1-9.
- (EN) Physics for Future Presidents, Custom Publishing, 2006, ISBN 1-4266-2459-X.
- (EN) Fisica per i presidenti del futuro. La scienza dietro i titoli dei giornali, Princeton, Princeton University Press, 2010, ISBN 978-1-4008-3531-7.
- (EN) Energia per i presidenti del futuro, New York, W. W. Norton & Company, 2012, ISBN 978-0-393-08161-9.
- (EN) Adesso. La nuova fisica del tempo, New York, W. W. Norton & Company, 2016, ISBN 978-0-393-28523-9.